# Epeolus carioca
Epeolus carioca là một loài Hymenoptera trong họ Apidae. Loài này được Moure mô tả khoa học năm 1954.